# Макеранец, Владимир Ильич
Влади́мир Ильи́ч Макера́нец (6 мая 1947, Свердловск, РСФСР, СССР — 20 февраля 2024, Екатеринбург, Россия) — советский и российский кинорежиссёр, кинооператор, Председатель Свердловской организации Союза кинематографистов РФ, Президент Гильдии операторов Урала, Заслуженный деятель искусств Российской Федерации (2003). Ветеран труда Свердловской области (2007)

## Биография
Родился 6 мая 1947 года в Свердловске.
В 1963 году поступил работать на Свердловскую киностудию. Первые два года работал сушильщиком и проявщиком в цехе обработки пленки, в 1965 году был переведен ассистентом кинооператора научно-популярных фильмов. Через некоторое время был призван в ряды Военно-Морского флота, четыре года проходил службу и в 1969 году вернулся на Свердловскую киностудию. Работал ассистентом кинооператора и оператором-постановщиком высшей категории художественных фильмов. Самостоятельно снимать стал с 1971 года, в 1979 году заочно окончил операторский факультет Всесоюзного института кинематографии.
Работал в научно-популярном и документальном кино с И. Богуславским, Л. Ефимовым, Л. Котельниковой и другими.
Фильмы, снятые кинооператором Макеранцем, удостаивались наград на различных кинофорумах: диплом Международного кинофестиваля в Будапеште фильму «Урал от полюса до полюса» (1973), диплом и приз IV Всесоюзного фестиваля фильмов о труде и жизни рабочего класса и приз профсоюзов Латвии на Х Всесоюзном кинофестивале в Риге (1977) фильму «Точка зрения», диплом и приз Х1 Всесоюзного фестиваля в Ереване (1978) фильму «Только любить».
С начала 1980-х годов начал работать в художественном кино. Первая полнометражная художественная картина «На берегу большой реки», которую он снял как кинооператор-постановщик, была дебютом и для режиссёра Николая Гусарова и для исполнительницы главной роли Ольги Бобылевой. Фильм вошел в конкурсную программу Всесоюзного кинофестиваля, проходившего в г. Минске. О. Бобылева была удостоена приза за лучший дебют.
Затем последовали ещё несколько совместных работ с режиссёром Н. Гусаровым: художественный фильм «Тем, кто остается жить», ставший участником Международного кинофестиваля в г. Ташкенте в 1982 г., «Семён Дежнёв», получивший приз за изобразительное решение на Международном фестивале в г. Ташкенте в 1983 году. Следующие фильмы — режиссёра Д. Салынского «Дом на дюнах» и В. Хотиненко «В стреляющей глуши», многосерийный фильм «Будни и праздники Серафимы Глюкиной».
Дебютировал в качестве режиссёра-постановщика короткометражным художественным фильмом «Мой милый Чиж» по сценарию Л. Порохни. В 1992 году по сценарию этого же драматурга снял свой первый полнометражный художественный фильм «Губернатор» по мотивам одноимённой повести Леонида Андреева. Год спустя вышел фильм «Ты есть…». На Международном кинофестивале «Балтийская жемчужина» исполнительница главной роли А. Каменкова была удостоена главного приза за лучшую женскую роль, а сам фильм получил Гран-При российско-французского кинофестиваля «Молодое кино Урала. Кино Франции — новые имена» (Екатеринбург, 1995).
Затем Макеранец был время от времени занят в съёмках неигровых фильмов и как режиссёр и как кинооператор, был председателем Уральского отделения Союза кинематографистов России, президентом Гильдии кинооператоров Урала, президентом Ассоциации творческих союзов Урала.
Являлся членом координационного Совета Открытого фестиваля неигрового кино «Россия».  В 1998 году Макеранец был избран членом Российской Академии кинематографических наук, в 2001 году вошел в состав Совета по культуре при полномочном представителе президента России в Екатеринбурге.
В 2000 году снял художественный фильм «Привет, малыш!» (авторы сценария Л. Порохня и О. Лоевский при участии В. Макеранца).
В 2003 году за вклад в развитие уральского кинематографа и большую общественную деятельность Макеранецу было присвоено почетное звание «Заслуженный деятель искусств Российской Федерации».
Скончался 20 февраля 2024 года на 77-м году жизни. Незадолго до этого  Макеранец был госпитализирован после инсульта, похоронен на Северном кладбище Екатеринбурга.

## Фильмография
- Золотой полоз — режиссёр
- Привет, малыш! — режиссёр
- Стендовые испытания — оператор
- Ты есть... — режиссёр
- Дети, бегущие от грозы — оператор
- Губернаторъ — режиссёр
- В полосе прибоя — оператор
- Будни и праздники Серафимы Глюкиной — оператор
- Время свиданий — оператор
- В стреляющей глуши — оператор
- Дом на дюнах — оператор
- Семён Дежнёв — оператор
- Тем, кто остается жить — оператор
- На берегу большой реки — оператор

## Награды и премии
- Медаль «За труды в культуре и искусстве» (28 ноября 2022 года) — за большой вклад в развитие отечественной культуры и искусства, многолетнюю плодотворную деятельность[4]
- Заслуженный деятель искусств Российской Федерации (19 мая 2003 года) — за заслуги в области искусства[5]
- Ветеран труда Свердловской области (29 мая 2007)[6]
- Лауреат Премии губернатора Свердловской области за работу над фильмом «Привет, малыш!» (2001)[7]
- 2008 «Золотой полоз» (приз жюри «За лучший детский фильм» на ХIV Российском кинофестивале «Литература и кино», Гатчина)[7]
- 2008 «Золотой полоз» (диплом за самый поучительный фильм в номинации «Игровое кино» на IX кинофестивале «Сказка»[7]
- 2007 «Золотой полоз» (диплом детского жюри «За эмоциональное изображение российских традиций» на Московском международном кинофестивале для детей и юношества, Москва, декабрь 2007 — январь 2008)[7]
- 2002 «Привет, малыш!» (диплом лауреата в номинации «Кинематограф» на VI Всероссийском фестивале визуальных искусств, ВДЦ Орлёнок)[7]
- 1995 «Ты есть» (Гран-при российско-французского фестиваля «Молодое кино Урала. Кино Франции — новые имена», г. Екатеринбург)[7]
- 1993 «Ты есть» (Приз Международного кинофестиваля «Балтийская жемчужина»)[7]
- 1983 «Семён Дежнёв» (Приз «за изобразительное решение» МКФ в г. Ташкенте)[7]
- 1985 «В стреляющей глуши» (Диплом и приз за использование отечественной киноплёнки)[7]
- 1978 «Только любить» (диплом и приз XI ВКФ в г. Ереване)[7]
- 1976 «Точка зрения» (диплом и приз IV Всесоюзного фестиваля фильмов о труде и жизни рабочего класса; диплом и приз профсоюзов Латвии на Х Всесоюзном кинофестивале в г. Рига)[7]
- 1976 «Дед Фаттей и его сыновья» (Второй приз Всесоюзного кинофестиваля в г. Ереване)[7]
- 1978 «Техника безопасности при взрывных работах» (Бронзовая медаль и диплом фестиваля в г. Бухаресте)[7]
- 1975 «Из старины воззвав» (участник Всемирного конгресса эмальеров)[7]